# Bjarne Madsen
Bjarne Soegaard Madsen (* 20. April 1964) ist ein ehemaliger dänischer Eishockeyspieler, der seit 1997 als Spielervermittler arbeitet.

## Karriere
Madsen begann 1968 mit dem Eishockeysport und spielte von 1977 bis 1982 in allen dänischen Juniornationalmannschaften. Ab 1980 gehörte er auch als Mitglied des Vojens IK zur dänischen Eliteliga, mit denen er im gleichen Jahr dänischer Meister wurde. 1982 wurde er in den Kader der dänischen Herrennationalmannschaft berufen. Im gleichen Jahr wurde er während eines Spiels gegen die Bande geschleudert und brach sich einen Halswirbel, womit seine sportliche Karriere beendet war.
Als Tetraplegiker absolvierte er danach ein Studium des Wirtschaftsrechts und war von 1990 bis 1994 Manager des Vojens Hockey Club. Seit 1997 widmet er sich ausschließlich der Spielervermittlung und -betreuung. Die Standorte seiner Agentur sind in das schwedische Malmö und Providence in den Vereinigten Staaten. Er berät Spieler aus zahlreichen nationalen Ligen, wie der National Hockey League, Elitserien oder Deutschen Eishockey Liga. Zu seinen Klienten zählen unter anderem Spieler wie Henrik Zetterberg, Peter Regin, Corey Locke, Kasper Degn, Mathis Olimb, Tore Vikingstad, Levente Szuper und Jeff Ulmer.

## Karrierestatistik
|              |              |              |    | Hauptrunde | Hauptrunde | Hauptrunde | Hauptrunde | Hauptrunde |
| Saison       | Team         | Liga         | S  | T          | A          | Pkt        | SM         |            |
| ------------ | ------------ | ------------ | -- | ---------- | ---------- | ---------- | ---------- | ---------- |
| 1980/81      | Vojens IK    | DEN-1        | 27 | 2          | 6          | 8          | 10         |            |
| 1981/82      | Vojens IK    | DEN-1        | 26 | 12         | 12         | 24         | 12         |            |
| 1982/83      | Vojens IK    | DEN-1        | 11 | 2          | 5          | 7          | 16         |            |
| DEN-1 gesamt | DEN-1 gesamt | DEN-1 gesamt | 64 | 16         | 23         | 39         | 38         |            |

(Legende zur Spielerstatistik: Sp oder GP = absolvierte Spiele; T oder G = erzielte Tore; V oder A = erzielte Assists; Pkt oder Pts = erzielte Scorerpunkte; SM oder PIM = erhaltene Strafminuten; +/− = Plus/Minus-Bilanz; PP = erzielte Überzahltore; SH = erzielte Unterzahltore; GW = erzielte Siegtore; 1 Play-downs/Relegation; Kursiv: Statistik nicht vollständig)